# Il cavaliere senza paura (film 1915)
Il cavaliere senza paura è un film muto italiano del 1915 diretto e interpretato da Giuseppe De Liguoro.